# Léo Lacroix
Léo Lacroix (n. 26 noiembrie 1937, Bois-d'Amont⁠(d), Franche-Comté⁠(d), Franța) este un schior alpin ce a reprezentat Franța, medaliat olimpic. A participat la 2 ediții ale Jocurilor Olimpice (1964, 1968) în care a câștigat o medalie de argint.